# 胜利街道 (康平县)
胜利街道，是中华人民共和国辽宁省沈阳市康平县下辖的一个乡镇级行政单位。

## 行政区划
康平镇下辖以下地区：
含光社区、盛康社区、向阳社区、朝阳社区、城南社区、西岭社区、建设社区、贺炯社区、吴斌社区、立新社区、矿山社区、前进村、镇西村、高家窝堡村、胜利村、顺山屯村、文华村、孔家窝堡村、哈拉户硕村、八家子村、刀兰套海村、修李窝堡村、朝阳堡村和马莲屯村。